# 岡噶利巴
岡噶利巴(梵文：Kankaripa)，意為失去戀人的鰥夫。，印度大乘密宗人士，八十四成就者之一。

## 簡介
岡噶利巴生於中印度瑪噶達國(Magadha)，與妻子皆出身首陀羅，心裡只關心世俗情愛，並未想過尋找解脫之道。後因妻子去世難以割捨，流連屍陀林。經一瑜珈士向他開示四大假合之理，並傳承上樂金剛密法予他後，岡噶利巴修持六年，終於成就。後於自己的故鄉瑪噶呼拉國闡揚金剛乘，廣度無量眾生之後，即身進入空行的淨土。